# Oswald Balzer

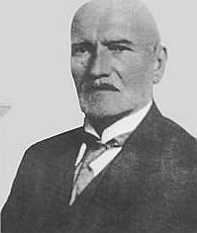
Oswald Balzer

Oswald Marian Balzer (sinh ngày 23 tháng 1 năm 1858 ở Chodorów - mất ngày 11 tháng 1 năm 1933 ở Lwów) là một nhà sử học người Ba Lan, chuyên nghiên cứu về luật pháp và chế độ nhà nước. Ông là một trong những nhà sử học Ba Lan nổi tiếng nhất trong thời đại của mình.
Năm 1887, ông giữ chức vụ giáo sư tại trường Đại học Lwów. Từ năm 1895 đến năm 1896, ông có một thời gian ngắn làm hiệu trưởng của trường này. Kể từ năm 1891 cho đến khi qua đời, ông là giám đốc của Văn khố Thành phố Lwów. Tác phẩm được đánh giá cao nhất của ông là Genealogia Piastów (1895). Năm 1888, ông được mời làm việc trong Học viện Kỹ năng Ba Lan và tại một số hiệp hội khoa học khác, cả ở Ba Lan và nước ngoài. Năm 1901, ông thành lập Hiệp hội Hỗ trợ Khoa học Ba Lan ở Lwów (Towarzystwo dla Popierania Nauki Polskiej we Lwowie) Đây là tổ chức đầu tiên hoạt động trong lĩnh vực hỗ trợ khoa học trong thành phố, sau này được đổi tên thành Hiệp hội Khoa học Lwow (1920). Các lĩnh vực nghiên cứu của ông bao gồm lịch sử nhà nước Ba Lan, lịch sử luật pháp Ba Lan, và lịch sử thời sơ khai của các quốc gia Slav.
Sau khi mất, ông được chôn cất tại Nghĩa trang Łyczakowski.

## Tác phẩm
- Kancelarye i akta grodzkie w wieku XVIII (Hồ sơ các văn phòng và thị trưởng vào thế kỷ XVIII) (1882)
- Geneza Trybunału Koronnego (Nguồn gốc của Tòa án Crown) (1886)
- Regestr złoczyńców grodu sanockiego: 1554–1638 (Danh sách các nhân vật phản diện của thành Sanok: 1554–1638) (1891)
- Walka o Tron krakowski w latach 1202–1210 / 11 (Cuộc chiến giành ngai vàng Kraków trong những năm 1202–1210 / 11) (1894)
- Gia phả Piastów (1895)
- O następstwie tronu w Polsce (Lên ngôi ở Ba Lan) (1897)
- Historia ustroju Austrii w zarysie (Lược sử hệ thống chính trị ở Áo) (1899)
- O zadrudze słowiańskiej (Về Zadruga Slavic) (1899)
- Z powodu nowego zarysu historyi ustroju Polski (Bản phác thảo mới về lịch sử hệ thống chính trị của Ba Lan) (1906)
- O Morskie Oko. Wywód praw polskich przed sądem polubownym w Gradcu (Grazu)] (Về Morskie Oko. Bằng chứng về quyền của người Ba Lan trước tòa án trọng tài ở Gradec (Graz) (1906)
- O kilku kwestiach spornych z historyi ustroju Polski (Về một số vấn đề gây tranh cãi trong lịch sử của hệ thống chính trị Ba Lan) (1907)
- Państwo polskie w Pierwszym siedemdziesięcioleciu XIV i XVI wieku (Nhà nước Ba Lan trong bảy mươi năm đầu của thế kỷ XIV và XVI) (1907)
- Skartabelat w ustroju szlachectwa polskiego (Scartabelate trong hệ thống quý tộc Ba Lan) (1911)
- Stolice Polski 963–1138 (Các thủ đô của Ba Lan 963–1138) (1916)
- Skarbiec i Archiwum koronne w dobie przedjagiellońskiej (Kho lưu trữ Kho bạc và Vương miện trong thời kỳ tiền Jagiellonian) (1917)
- Królestwo Polskie 1295–1370, t. I-III (Vương quốc Ba Lan 1295–1370, quyển I-III) (1919–1920)
- Narzaz w systemie danin książęcych Pierwotnej Polski (Đồ dùng trong hệ thống các cống phẩm quý giá của Thủ tướng Ba Lan) (1928)
- Corpus iuris Polonici 1506–1522, t. III oraz cz. I tomu IV obejmująca lata 1523–1534 (Corpus iuris Polonici 1506–1522, quyển III và một phần I tập IV bao gồm các năm 1523–153) (1906; 1910)
- Porządek sądów tôi rải prawa ormiańskiego z r. 1604 (Trật tự tòa án và các vấn đề của luật Armenia năm 1604) (1912)
- Przegląd palatynów polskich w czasie panowania Piastów, w: Pisma pośmiertne, t. III (Đánh giá các cung điện Ba Lan dưới triều đại Piast, quyển III) (1937)